# Chrysochloa subaequigluma
Chrysochloa subaequigluma là một loài thực vật có hoa trong họ Hòa thảo. Loài này được (Rendle) Swallen mô tả khoa học đầu tiên năm 1941.